# Terri Conn

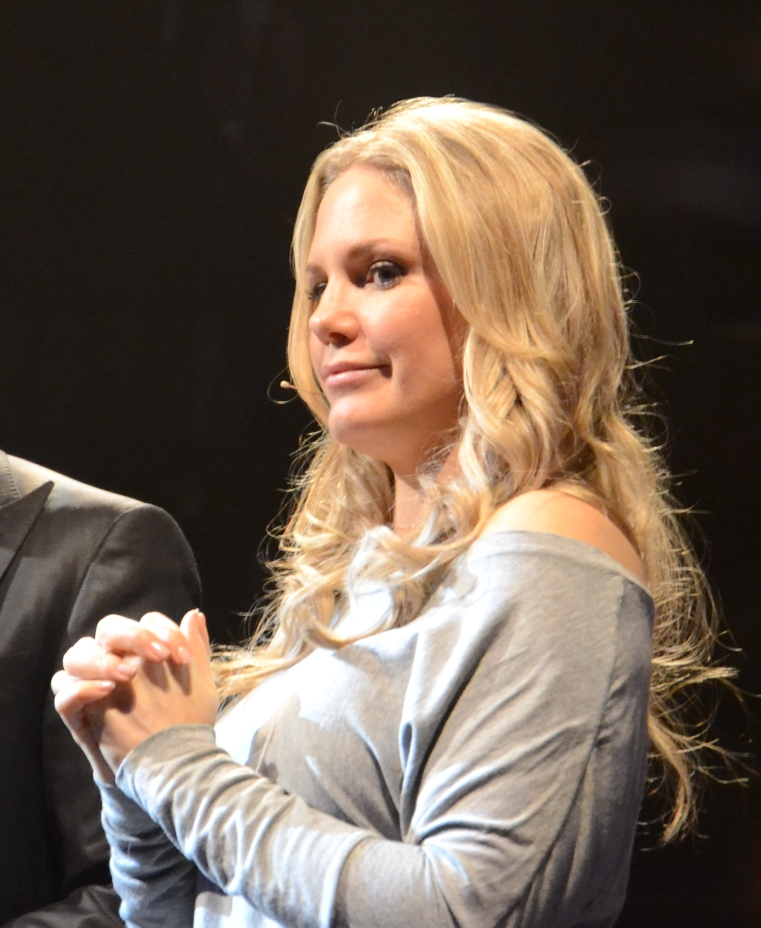
Terri Conn (2012)

Terri Conn (* 28. Januar 1975 in Bloomington, Indiana als Theresa Celeste Conn) ist eine US-amerikanische Schauspielerin, die durch ihre Rolle der Katie Peretti Snyder in der von CBS ausgestrahlten Seifenoper Jung und Leidenschaftlich – Wie das Leben so spielt bekannt wurde.

## Karriere
Conns erstes Engagement beim Film hatte sie in dem Martial-Arts-Film Kickboxer 4 – The Aggressor von Albert Pyun aus dem Jahr 1994 als Eliza. Im gleichen Jahr spielte sie in The Last Chance das zweite Mal in einem Film von Albert Pyun mit. 1995, erhielt sie in dem Abenteuerfilm Agentin wider Willen die Rolle Vicky und arbeitete das letzte Mal mit dem Regisseur Albert Pyun zusammen.
In der Fernsehserie Profiler spielte Conn den Charakter Candy Bruckner für zwei Folgen. Anschließend folgten Gastauftritte in Brüder, Eine starke Familie,  Eine himmlische Familie und Criminal Intent – Verbrechen im Visier. Von 1997 bis 1998 verkörperte Conn in 44 Folgen die Rolle Ashley Dupree in der Comedy-Serie Breaker High. Ihre bekannteste Rolle verkörperte sie von 1998 an, dabei spielte sie in der US-amerikanischen Soap Jung und Leidenschaftlich – Wie das Leben so spielt die Hauptrolle der Katie Peretti Snyder. Ihr Engagement in der Serie endete mit dem Serienende im Jahr 2010. Dabei stand sie für 1354 Folgen für die Serie vor der Kamera, so viel wie kein anderer Schauspieler.
In der Soap Liebe, Lüge, Leidenschaft erhielt Conn die Hauptrolle Aubrey Wentworth, die sie in 106 Folgen verkörperte. Zuletzt hatte Terri Conn einen Gastauftritt in der Sitcom 30 Rock
Sie erhielt für ihre Leistung in der Serie Jung und Leidenschaftlich – Wie das Leben so spielt zwei Nominierungen bei den Daytime Emmy Awards.

## Privates
Am 7. September 2001 heiratete Conn den Schauspieler Arthur Colombino und nahm seinen Namen an. Die Ehe wurde 2010 geschieden. Aus dieser Ehe entstammt eine Tochter, die am 8. Juli 2004 geboren wurde. Am 1. Juli 2011 heiratete Conn den Schauspieler Austin Peck.

## Filmografie (Auswahl)
- 1994: Kickboxer 4 – The Aggressor (Kickboxer 4: The Aggressor)
- 1994: The Last Chance – Die Nacht der Entscheidung (Hong Kong ’97)
- 1995: Agentin wider Willen (Spitfire)
- 1996: Profiler (Fernsehserie, zwei Folgen)
- 1997: Brüder (Brotherly Love, Fernsehserie, Folge 2x17 Stealing Beauty)
- 1997: Eine starke Familie (Step by Step, Fernsehserie, Folge 6x15 Show Me the Money)
- 1997–1998: Breaker High (Fernsehserie, 44 Folgen)
- 1998: Eine himmlische Familie (7th Heaven, Folge 3x01 It Takes Two, Baby)
- 1998–2010: Jung und Leidenschaftlich – Wie das Leben so spielt (As the World Turns, Fernsehserie, 1354 Folgen)
- 2003: Criminal Intent – Verbrechen im Visier (Law & Order: Criminal Intent, Folge 2x15 Monster)
- 2010–2011: Liebe, Lüge, Leidenschaft (One Life to Live, Fernsehserie, 106 Folgen)
- 2012: 30 Rock (Fernsehserie, Folge 6x04 The Ballad of Kenneth Parcell)